# Mỹ Phước, Bến Cát
Mỹ Phước là một phường thuộc thành phố Bến Cát, tỉnh Bình Dương, Việt Nam.

## Địa lý
Phường Mỹ Phước nằm ở phía bắc thành phố Bến Cát, cách thành phố Thủ Dầu Một 20 km về phía bắc theo Quốc lộ 13, có vị trí địa lý:
- Phía đông giáp phường Chánh Phú Hòa
- Phía tây giáp phường An Điền
- Phía nam giáp phường Thới Hòa
- Phía bắc giáp huyện Bàu Bàng.

Phường Mỹ Phước có diện tích 21,50 km², dân số năm 2021 là 86.103 người, mật độ dân số đạt 4.005 người/km².

## Hành chính
Phường Mỹ Phước được chia thành 5 khu phố: 1, 2, 3, 4, 5.

## Lịch sử
Phường Mỹ Phước xưa kia là một trong 7 làng thuộc tổng Bình Hưng, quận Châu Thành, tỉnh Thủ Dầu Một.
Từ năm 1955 đến 1975 xã Mỹ Phước là trung tâm quận lỵ của quận Bến Cát, bao gồm các ấp: Mỹ Thạnh, Bến Chà Vi, Xóm Xoài, Cây Quao, Mương Đào, Rạch Rơ, Bến Củi, U Tàu, Đồng Mưa, Tàn Dù, An Phước.
Sau năm 1975 Mỹ Phước là thị trấn huyện lỵ của huyện Bến Cát, tỉnh Bình Dương.
Thị trấn Mỹ Phước được thành lập vào ngày 1 tháng 8 năm 1994 trên cơ sở xã Mỹ Phước cũ.
Ngày 1 tháng 11 năm 2012, Bộ Xây dựng ban hành Quyết định số 1008/QĐ-BXD về việc công nhận thị trấn Mỹ Phước mở rộng là đô thị loại IV.
Ngày 29 tháng 12 năm 2013, Chính phủ ban hành Nghị quyết số 136/NQ-CP về việc thành lập hai thị xã Bến Cát và Tân Uyên thuộc tỉnh Bình Dương. Theo đó, thành lập phường Mỹ Phước thuộc thị xã Bến Cát trên cơ sở toàn bộ diện tích và dân số của thị trấn Mỹ Phước.
Sau khi thành lập, phường Mỹ Phước có 2.150,81 ha diện tích tự nhiên, dân số là 45.075 người.
Ngày 19 tháng 3 năm 2024, Ủy ban Thường vụ Quốc hội ban hành Nghị quyết số 1012/NQ-UBTVQH15 (nghị quyết có hiệu lực từ ngày 1 tháng 5 năm 2024) về việc thành lập thành phố Bến Cát thuộc tỉnh Bình Dương. Theo đó, phường Mỹ Phước thuộc thành phố Bến Cát.

## Kinh tế
Khu công nghiệp Mỹ Phước rộng hơn 6.200 ha là một trong những khu công nghiệp lớn và nổi tiếng ở tỉnh Bình Dương.

## Giao thông
Phường có Quốc lộ 13 nối Thành phố Hồ Chí Minh với Bình Phước đi qua. Ngoài ra còn có các tỉnh lộ nối với các huyện thị lân cận.